# Reproducció asexual

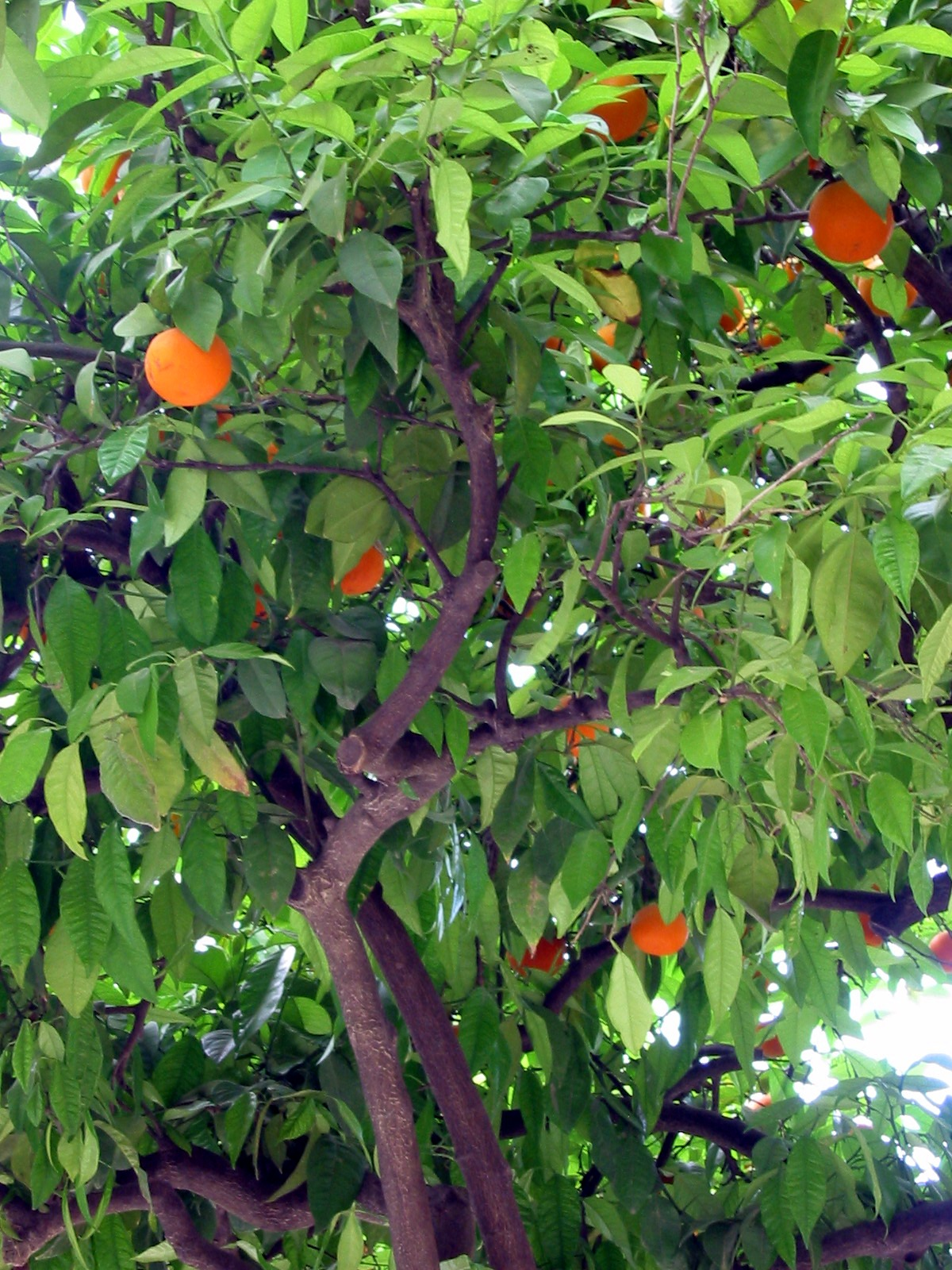
Molts arbres fruiters s'obtenen per reproducció vegetativa sovint mitjançant empelts.

La reproducció asexual és la capacitat d'un individu de propagar-se a banda de la reproducció sexual. En aquests casos no cal la intervenció de cap altre organisme. De manera que els organismes fills són genèticament iguals al progenitor. És la reproducció pròpia dels procariotes, sovint es produeix entre els vegetals i esporàdicament es produeix en alguns animals (partenogènesi) especialment descrit entre els artròpodes, però també descrit entre els vertebrats. En general es considera que la reproducció asexual és la primera forma de replicació que aparegué en el decurs de l'evolució de les espècies, essent la sexualitat un tret més modern en l'evolució i associada plenament a les cèl·lules eucariotes tot i que aquests conservaren encara la capacitat de reproduir-se asexualment.

## La reproducció asexual de les plantes
La reproducció asexual és el procés pel qual apareixen o s'obtenen nous individus d'una planta sense la producció de llavors o espores. És possible gràcies a la presència de teixits meristemàtics en algunes zones de les plantes. En contacte amb la terra i l'aigua s'originen noves arrels per a fixar-s'hi. Posteriorment desenvolupen la resta de les estructures típiques d'una planta. Les zones capaces d'originar nous individus varien d'unes plantes a unes altres. És típic l'exemple de la violeta africana, les fulles de la qual originen una planta completa. En d'altres és un tros de tija amb fulles que té aquesta funció; és el cas dels geranis. Els fragments de planta que donen lloc a nous individus s'anomenen propàguls.
És tant un procés natural en moltes espècies vegetals com un mètode usat pels horticultors per a obtenir grans quantitats de plantes amb valor econòmic, per exemple, a través dels esqueixos i el murgonat. Els mètodes en què intervé l'home per a aconseguir noves plantes, constitueixen la reproducció vegetativa artificial.

### Reproducció vegetativa natural

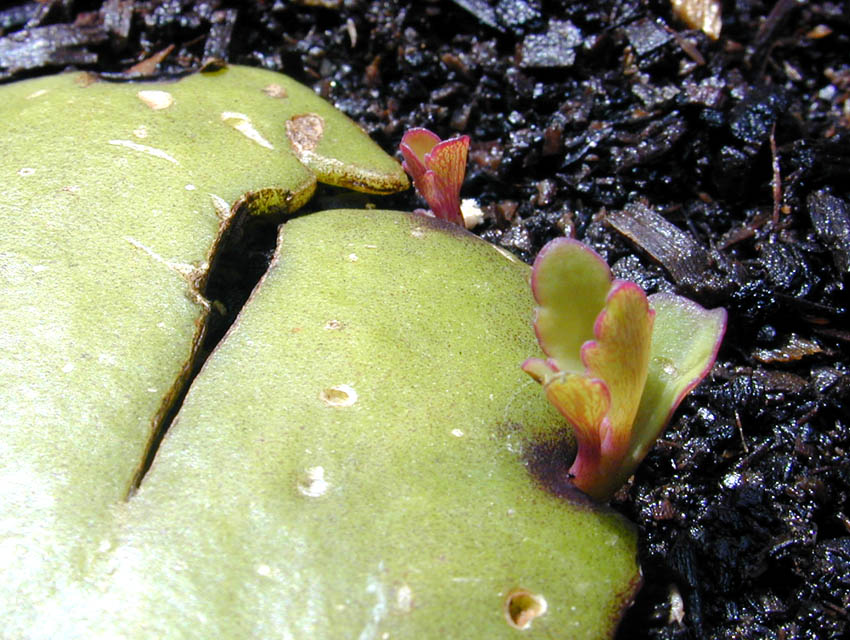
Producció de nous individus en el marge foliar de la planta, Kalanchoe pinnata. La nova planta té 1 cm d'altura. El concepte d'"individu" queda notablement palès.

La reproducció vegetativa natural es base en els propàguls, estructures que poden generar noves plantes de manera asexual en el vegetals. Els teixits de la porció separada han de recuperar la condició de meristemes per produir tot el conjunt d'òrgans de la planta adulta. Entre els més importants tenim: 
- Tubercles: tiges subterrànies engruixides la funció del qual és emmagatzemar midó.
- Bulbs: tiges subterrànies formades per fulles carnoses concèntriques que amb el temps es divideixen en diversos bulbils, dels quals sortiran noves plantes.
- Estolons o tiges reptants: tiges aèries horitzontals que, quan són molt llargues i toquen el terra, generen arrels i tiges verticals.
- Rizomes: tiges subterrànies horitzontals que a cada certa distància emeten tiges verticals. Aquestes estructures presenten gemmes a partir de les quals es formen brots que originen els nous fills, que poden independitzar-se.
- Corms o bulbs massissos: tiges subterrànies semblants alb bulbs però sense fulles carnoses.[1]

### Reproducció vegetativa artificial
- Empelts: consisteix a inserir en una planta, una branca semblant d'una altra planta
- Esqueixos: fragment d'una planta que es planta en un altre lloc per tal que arreli, prèviament es poden preparar en recipients amb aigua o en terra humida fins que surtin noves arrels.
- Colgats (capficat o murgó): consisteix a introduir una branca, d'una planta mare, dins de terra perquè arreli i quan ha arrelat separar-la de la planta mare. També es pot fer el murgonat aeri fent sortir arrels del tall d'una branca que no toca a terra.
- Cultiu de teixits: cultiu realitzat en un medi lliure de microorganismes i utilitzant solucions nutritives i hormones vegetals, que provoquen el creixement d'arrels, tiges i fulles a partir d'un fragment d'una planta
- Divisió binària: per estrangulació en el pla mitjà, es reprodueixen dos nous organismes, això passa en el llevat.

## La reproducció asexual dels animals
La multiplicació asexual només es presenta en aquells organismes on les cèl·lules conserven encara la capacitat de multiplicar-se. Consisteix en la divisió repetida del nucli de la cèl·lula en diverses cèl·lules més petites que creixeran i seguiran dividint-se (per exemple els protozous).
Les cèl·lules mare també duent a terme la reproducció asexual per tal de convertir-se en diferents tipus de cèl·lules, aquestes poden aconseguir la reconstrucció de les parts de l'organisme que puguin faltar.